# Гімназія Володимира Науменка

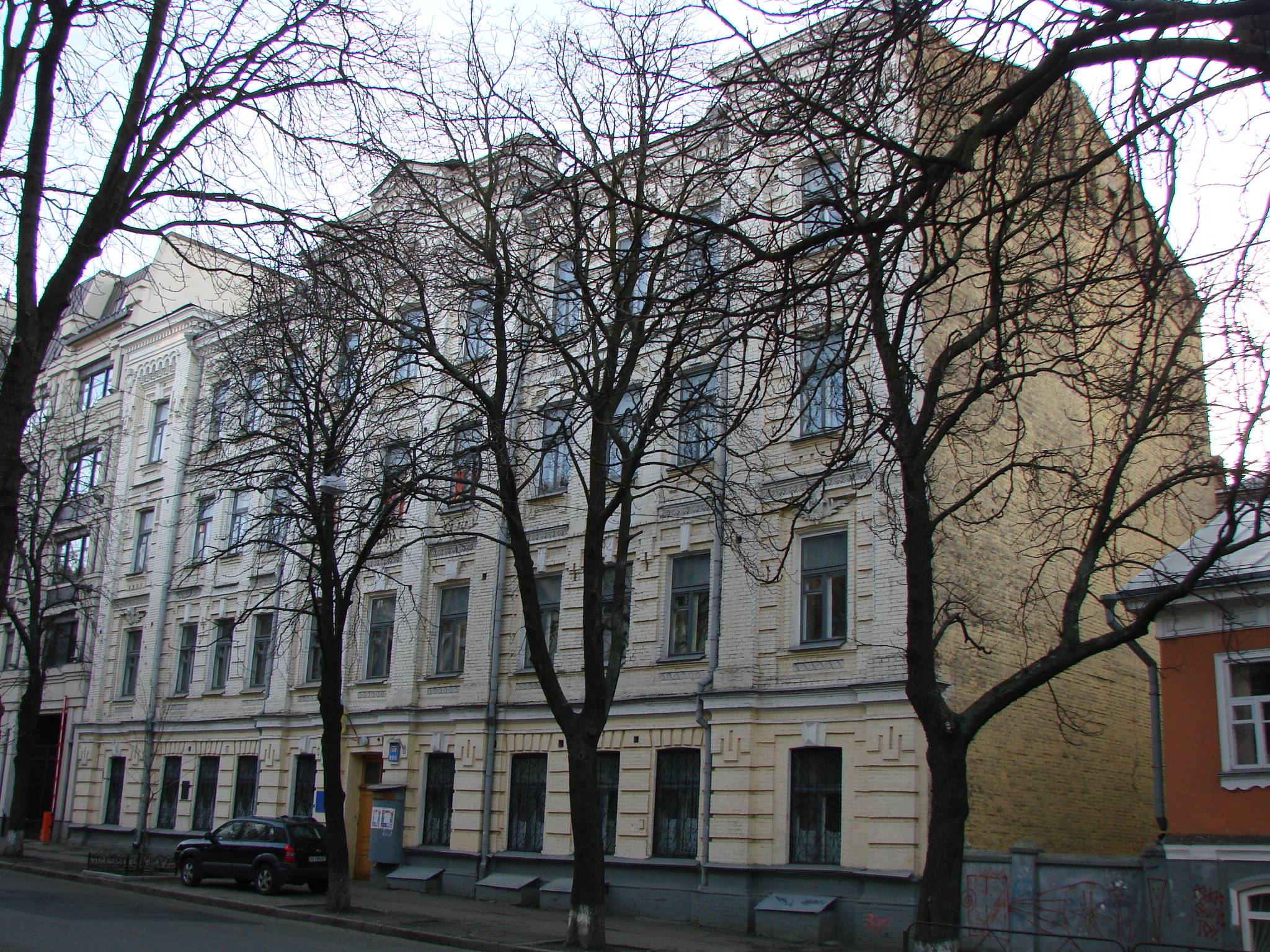
Гімназія Володимира Науменка. зараз — Школа мистецтв імені Михайла Вериківського

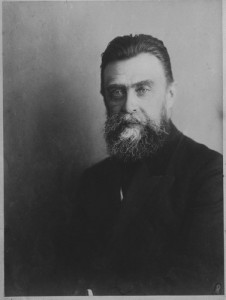
Засновник гімназії Володимир Науменко

Гімназія Володимира Науменка — приватний середній загальноосвітній заклад, заснований 1905 року в Києві українським педагогом та громадським діячем Володимиром Науменком. Гімназія була «з правами», тобто ліцензована, з офіційною гімназіальною програмою, що відповідала програмі державних гімназій.

## Історія
За свідченням дослідника київської старовини Михайла Кальницького, колишні приватні гімназії хоч і не були збитковими, але метою їхнього створення були не прибутки. Вони створювалися насамперед для втілення в життя педагогічних або суспільних принципів, які неможливо було утвердити в державних школах. Це стосується і гімназії Науменка.
Сам Володимир Науменко мав великий досвід вчителювання у школі, він викладав словесність у міністерській жіночій гімназії, колегії Павла Галагана, Фундуклеївській жіночій гімназії і Володимирському кадетському корпусі. За спогадами колишніх учнів Науменка та його колег, уроки Науменка вирізнялися високою якістю й новаторськими методами викладання.
За спогадами Софії Русової, Володимир Науменко неодноразово порушував питання про створення гімназії, «де б діти виховувалися в більшій національній свідомості, де б вони навчилися рідної мови».
Тож 1 липня 1905 року було засновано приватну гімназію Володимира Науменка, а 9 грудня Науменко затвердили її директором. У кінці 1912 року Володимир Науменко передає свою гімназію Товариству сприяння середній освіті, а 28 січня 1913 року його призначають її директором. Гімназія діяла до 1916 року. Вона розташувалася в цегляному будинку, що зберігся й до сьогодні, за адресою вулиця Ярославів Вал, 25. Про гімназію Науменка на будинку нагадує меморіальна дошка.
Найвидатнішим «науменковцем» був поет-неокласик Максим Рильський, який навчався тут з 1908 по 1915 рік. Разом з Рильським тут вчилися майбутні літературознавці Михайло Алексеєв, Михайло Мухін та театрознавець Олександр Дейч.

Серед визначних вчителів гімназії були сам Володимир Науменко, який викладав російську словесність, Сергій Гіляров, який викладав філософію, Станіслав Трабша, який викладав латину. Ось як писав Максим Рильський про Станіслава Трабшу у своїй автобіографії: 
Латиніст Станіслав Трабша велику відограв роль у формуванні мого естетичного світогляду, прищепивши глибоку, на все життя, любов до античного світу і мистецтва.
У 1914—1926 роках директором громадської гімназії Науменка був видатний педагог та методист Музиченко Олександр Федорович.
Зараз у приміщенні колишньої гімназії знаходиться школа мистецтв імені Михайла Вериківського (1896—1962).